# 科德·伯德
詹姆斯·科德·伯德（英語：James Cord Byrd，1971年4月19日—）是美國律師和共和黨政治人物，現任佛羅里達州州務卿。此前擔任佛羅里達州眾議院議員代表拿騷縣和杜瓦爾縣的一部分，直至被任命為州務卿。

## 早年生活和教育
伯德出生於佛羅里達州傑克遜維爾。在美國空軍學院學習一年，然後獲得北佛羅里達大學政治學和政府學士學位。1997年獲得聖托馬斯大學法學院法學博士學位。

## 職業生涯
伯德於1997年至2004年在賓夕法尼亞州Leal & Ring擔任律師，並於2004年至2007年在Gonzalez & Porcher擔任律師。自2007年起開始自己經營獨立的律師事務所。2016年伯德被選為佛羅里達州眾議院議員。
2019年伯德發起一項禁止佛羅里達州庇護城市的法案。同年4月佛羅里達州眾議院幾乎按照黨派路線以69比47票通過該法案。
2022年5月，州長罗恩·德桑蒂斯選擇伯德接替劳雷尔·李擔任佛羅里達州州務卿。